# Ustawa o wspieraniu rodziny i systemie pieczy zastępczej
Ustawa z dnia 9 czerwca 2011 r. o wspieraniu rodziny i systemie pieczy zastępczej – ustawa uchwalona przez Sejm, regulująca kwestie prawne związane z wspieraniem rodziny i systemem pieczy zastępczej.
Ustawa określa:
- zasady i formy wspierania rodziny przeżywającej trudności w wypełnianiu funkcji opiekuńczo-wychowawczych
- zasady i formy sprawowania pieczy zastępczej oraz pomocy w usamodzielnianiu jej pełnoletnich wychowanków
- zadania administracji publicznej w zakresie wspierania rodziny i systemu pieczy zastępczej
- zasady finansowania wspierania rodziny i systemu pieczy zastępczej
- zadania w zakresie postępowania adopcyjnego.

Ustawa ustanowiła m.in. instytucję asystenta rodziny oraz wprowadziła zmiany w przepisach KRO dot. przysposobienia.

## Nowelizacje
Ustawę znowelizowano wielokrotnie. Ostatnia zmiana weszła w życie w 2024 roku.